# Плезир
Плезир (фр. Plaisir, Yvelines) град је у Француској, у департману Ивлен.
По подацима из 1999. године број становника у месту је био 31.045.

## Демографија
| 1962. | 1968. | 1975.  | 1982.  | 1990.  | 1999.  | 2011.  |
| ----- | ----- | ------ | ------ | ------ | ------ | ------ |
| 3.850 | 6.869 | 21.259 | 22.593 | 25.877 | 31.045 | 31.074 |

## Партнерски градови
- Гестахт
- Лоустофт
- Bad Aussee
- Moita